# Savigné-sur-Lathan
Savigné-sur-Lathan é uma comuna francesa na região administrativa do Centro, no departamento Indre-et-Loire. Estende-se por uma área de 17,51 km². Em 2010 a comuna tinha 1 369 habitantes (densidade: 78,2 hab./km²).